# Lioublino (métro de Moscou)
Pour les articles homonymes, voir Lioublino.
Lioublino (en russe : Люблино́ et en anglais : Lyublino) est une station de la ligne Lioublinsko-Dmitrovskaïa (ligne 10 verte) du métro de Moscou, située sur le territoire du raïon Lioublino dans le district administratif sud-est de Moscou.

## Situation sur le réseau
Établie en souterrain, à 8 mètres sous le niveau du sol, la station Lioublino est située au point 143+38 de la ligne Lioublinsko-Dmitrovskaïa (ligne 10 verte), entre les stations Voljskaïa (en direction de Petrovsko-Razoumovskaïa) et Bratislavskaïa (en direction de Ziablikovo).